# O Monstro Precisa de Amigos (álbum)
O Monstro Precisa de Amigos foi o segundo e último álbum da banda portuguesa Ornatos Violeta, lançado a 22 de novembro de 1999. Contou com participações da banda portuguesa Corvos, do cantor Vítor Espadinha e de Gordon Gano, vocalista dos Violent Femmes. Foram lançados três singles, "Ouvi Dizer", "Capitão Romance" e "Chaga", tendo sido gravado vídeos musicais para os dois primeiros.
O álbum foi consagrado como álbum do ano nos prémios Blitz de 1999, arrecadando também os prémios de melhor voz masculina, melhor canção (com "Ouvi Dizer") e melhor grupo português. Em 2009 a mesma revista Blitz numa eleição dos 25 melhores álbuns da musica portuguesa O Monstro Precisa de Amigos é eleito como o terceiro melhor álbum dos anos noventa, atrás de Viagens de Pedro Abrunhosa e Mutantes S.21 da banda Mão Morta. É por muitos considerado um dos melhores álbuns portugueses de rock de sempre. Foi certificado com Prata, pela venda de mais de 10 mil cópias.
Em 2009, 10 anos depois da sua edição, foi considerado pelos ouvintes da Antena 3 (numa votação elaborada para assinalar os 15 anos daquela rádio) o melhor álbum português editado entre 1994 e 2009.
Em 2024 "O Monstro precisa de Amigos" é considerado o 2º Melhor Disco da Música Portuguesa dos últimos 40 anos atrás de "Viagens" de Pedro Abrunhosa. A eleição esteve a cargo de um júri composto por 170 personalidades ligadas ao meio da música, com vista à escolha dos 40 melhores discos publicados entre 1984, ano da fundação da BLITZ e o final de 2024.

## Faixas
1. "Tanque" – 4:05
2. "Chaga" – 3:04
3. "Dia Mau" - 2:54
4. "Para Nunca Mais Mentir" - 3:06
5. "Ouvi Dizer" - 3:52
6. "Capitão Romance" - 3:51
7. "Pára de Olhar Para Mim" - 3:31
8. "O.M.E.M." - 4:01
9. "Coisas" - 5:57
10. "Nuvem" - 2:48
11. "Deixa Morrer" - 3:40
12. "Notícias do Fundo" - 4:45
13. "Fim da Canção" - 3:07

## Créditos
- Manel Cruz - voz
- Nuno Prata - baixo
- Peixe - guitarra
- Kinörm - bateria
- Elísio Donas - teclado
- Vítor Espadinha - voz na faixa 5
- Gordon Gano - voz na faixa 6
- Corvos - instrumentos de cordas em várias faixas
- Mário Barreiros - produção